# Шкуновский сельсовет
Шкуновский сельсовет — сельское поселение в Акбулакском районе Оренбургской области Российской Федерации.
Административный центр — посёлок Шкуновка.

## История
До 1965 года в состав Шкуновского сельсовета входил посёлок Малая Хобда.
Статус и границы сельского поселения установлены Законом Оренбургской области от 2 сентября 2004 года № 1424/211-III-ОЗ «О наделении муниципальных образований Оренбургской области статусом муниципального района, городского округа, городского поселения, установлении и изменении границ муниципальных образований».
В 1998 году упразднено село Свечковка.

## Население
| 2010 | 2012 | 2013 | 2014 | 2015 | 2016 | 2017 |
| ---- | ---- | ---- | ---- | ---- | ---- | ---- |
| 839  | ↘828 | ↘818 | ↘802 | ↘790 | ↘768 | ↘740 |
| 2018 | 2019 | 2020 | 2021 |      |      |      |
| ↘724 | ↘696 | ↘677 | ↘665 |      |      |      |

## Состав сельского поселения
| № | Населённый пункт | Тип населённого пункта          | Население |
| - | ---------------- | ------------------------------- | --------- |
| 1 | Андреевка        | село                            | 68        |
| 2 | Шкуновка         | посёлок, административный центр | 771       |